# 日吉津村
日吉津村（日语：／ Hiezu son */?）是位於鳥取縣西部的村，西北部濱海，其餘三面為米子市所環繞。自2004年11月1日后，成為鳥取縣内唯一的村。當地以鬱金香栽種以及白蔥的農產為主。

## 人口
| 日吉津村人口分布圖 |                                                 |  |
| 日吉津村與日本全國年齡別人口分布比較圖 （2005年資料） | 日吉津村的年齡、男女別人口分布圖 （2005年資料） |  |
| ■紫色是日吉津村 ■綠色是全国 | ■藍色是男性 ■紅色是女性                         |  |
| 日吉津村人口變化 \| 1970年 \| 2,259人 \| \| \| 1975年 \| 2,342人 \| \| \| 1980年 \| 2,552人 \| \| \| 1985年 \| 2,799人 \| \| \| 1990年 \| 2,830人 \| \| \| 1995年 \| 2,760人 \| \| \| 2000年 \| 2,971人 \| \| \| 2005年 \| 3,073人 \| \| \| 2010年 \| 3,339人 \| \| \| 2015年 \| 3,439人 \| \| \| 2020年 \| 3,501人 \| \| |                                                 |  |
| 資料來源：日本總務省統計中心提供之人口普查數據 |                                                 |  |
| 1970年 | 2,259人                                         |  |
| 1975年 | 2,342人                                         |  |
| 1980年 | 2,552人                                         |  |
| 1985年 | 2,799人                                         |  |
| 1990年 | 2,830人                                         |  |
| 1995年 | 2,760人                                         |  |
| 2000年 | 2,971人                                         |  |
| 2005年 | 3,073人                                         |  |
| 2010年 | 3,339人                                         |  |
| 2015年 | 3,439人                                         |  |
| 2020年 | 3,501人                                         |  |

## 歷史
日吉津最早被稱為稗津（發音同樣為Hiezu），意思為位於海岸的沼地，直到1571年才改用現在的漢字「日吉津」。根據伯耆史，在1863年有210戶945人居住，以魚獲鱒和鮭為主。
在2003年曾經規劃併入米子市，但由於轄區內有王子製紙米子工廠（雖然地址為米子市，但工廠一半以上地區位於日吉津村內），村公所每年有固定的巨額法人税收入，合併後這些收入將會成為米子市的收入，運用將會被分散到其他地區，因此最後在公民投票後，決定不參予合併，繼續單獨維持村級行政區劃。

### 年表
- 1884年：設置日吉津村他12村戶長役場。[1]
- 1889年10月1日：實施町村制，設置會見郡日吉津村。
- 1896年3月29日：汗入郡和會見郡合併為西伯郡。

## 交通

### 鐵路
轄區內無鐵路經過，最近的車站為西日本旅客鐵道山陰本線和伯備線交會的伯耆大山車站，此車站距離日吉津村僅十多公尺。

## 觀光資源
- 鬱金香
- 日吉津海岸
- 蚊屋島神社

## 本地出身之名人
- 木村圭佑：藝人

## 外部連結
- （日語） 南部箕蚊屋廣域連合 （页面存档备份，存于）